# Llista de resolucions del Consell de Seguretat de les Nacions Unides 1201 a la 1300
Aquesta és una llista entre les resolucions 1201 a 1300 del Consell de Seguretat de les Nacions Unides aprovades entre el 15 d'octubre de 1998 i el 31 de maig de 2000.
| Resolució      | Data                   | Votació                                                              | Assumpte |
| -------------- | ---------------------- | -------------------------------------------------------------------- | --- |
| Resolució 1201 | 15 d'octubre de 1998   | 15–0–0                                                               | Expandeix i estén el mandat de la Missió de les Nacions Unides a la República Centreafricana                                       |
| Resolució 1202 | 15 d'octubre de 1998   | 15–0–0                                                               | Estén el mandat de la Missió d'Observadors de les Nacions Unides a Angola                                                          |
| Resolució 1203 | 24 d'octubre de 1998   | 13–0–2 (abstencions: Xina, Rússia)                                   | Compliment de la Resolució 1199 sobre Kosovo                                                                                       |
| Resolució 1204 | 30 d'octubre de 1998   | 15–0–0                                                               | Estén el mandat de la Missió de Nacions Unides pel Referèndum al Sàhara Occidental                                                 |
| Resolució 1205 | 5 de novembre de 1998  | 15–0–0                                                               | Condemna a Iraq i demanda de compliment de les resolucions anteriors relatives al seu programa d'armes]                            |
| Resolució 1206 | 12 de novembre de 1998 | 15–0–0                                                               | Estén el mandat de Missió d'Observadors de les Nacions Unides a Tadjikistan                                                        |
| Resolució 1207 | 17 de novembre de 1998 | 14–0–1 (abstenció: Xina)                                             | Fracàs de la Iugoslàvia d'executar les ordres d'arrest emeses pel Tribunal Penal Internacional per a l'antiga Iugoslàvia           |
| Resolució 1208 | 19 de novembre de 1998 | 15–0–0                                                               | Situació humanitària i camps de refugiats a Àfrica                                                                                 |
| Resolució 1209 | 19 de novembre de 1998 | 15–0–0                                                               | Flux d'armes il·lícites a Àfrica                                                                                                   |
| Resolució 1210 | 24 de novembre de 1998 | 15–0–0                                                               | Estén el Programa Petroli per Aliments iraquià                                                                                     |
| Resolució 1211 | 25 de novembre de 1998 | 15–0–0                                                               | Estén el mandat de la Força de les Nacions Unides d'Observació de la Separació                                                     |
| Resolució 1212 | 25 de novembre de 1998 | 13–0–2 (abstencions: Xina, Rússia)                                   | Estén el mandat de la Missó de la Policia Civil de les Nacions Unides a Haití                                                      |
| Resolució 1213 | 3 de desembre de 1998  | 15–0–0                                                               | Estén el mandat de Missió d'Observadors de les Nacions Unides a Angola per a un temps final                                        |
| Resolució 1214 | 8 de desembre de 1998  | 15–0–0                                                               | Guerra Civil a Afganistan |
| Resolució 1215 | 17 de desembre de 1998 | 15–0–0                                                               | Estén el mandat de la Missió de Nacions Unides pel Referèndum al Sàhara Occidental                                                 |
| Resolució 1216 | 21 de desembre de 1998 | 15–0–0                                                               | Guerra Civil a Guinea Bissau |
| Resolució 1217 | 22 de desembre de 1998 | 15–0–0                                                               | Estén el mandat de la Força de les Nacions Unides pel Manteniment de la Pau a Xipre                                                |
| Resolució 1218 | 22 de desembre de 1998 | 15–0–0                                                               | Progressos vers un acord en el conflicte de Xipre                                                                                  |
| Resolució 1219 | 31 de desembre de 1998 | 15–0–0                                                               | Estavellament del vol de l'ONU 806 i desaparició d'un altre aparell sobre territori d'UNITA a Angola                               |
| Resolució 1220 | 12 de gener de 1999    | 15–0–0                                                               | Estén el mandat de la Missió d'Observació de les Nacions Unides a Sierra Leone                                                     |
| Resolució 1221 | 12 de gener de 1999    | 15–0–0                                                               | Derrocament de dos avions llogats per l'ONU i desaparició d'un altre aparell sobre territori controlat per UNITA a Angola          |
| Resolució 1222 | 15 de gener de 1999    | 15–0–0                                                               | Estén el mandat de la Missió d'Observadors de les Nacions Unides a Prevlaka                                                        |
| Resolució 1223 | 28 de gener de 1999    | 15–0–0                                                               | Estén el mandat de la UNIFIL |
| Resolució 1224 | 28 de gener de 1999    | 15–0–0                                                               | Estén el mandat de la Missió de Nacions Unides pel Referèndum al Sàhara Occidental                                                 |
| Resolució 1225 | 28 de gener de 1999    | 15–0–0                                                               | Estén el mandat de Missió d'Observació de les Nacions Unides a Geòrgia                                                             |
| Resolució 1226 | 29 de gener de 1999    | 15–0–0                                                               | Urgeix a Eritrea a acceptar un acord sobre la guerra amb Etiòpia                                                                   |
| Resolució 1227 | 10 de febrer de 1999   | 15–0–0                                                               | Demanda de la fi de la guerra entre Eritrea i Etiòpia                                                                              |
| Resolució 1228 | 11 de febrer de 1999   | 15–0–0                                                               | Estén el mandat de Missió de Nacions Unides pel Referèndum al Sàhara Occidental                                                    |
| Resolució 1229 | 26 de febrer de 1999   | 15–0–0                                                               | Expiració del mandat de la Missió d'Observadors de les Nacions Unides a Angola                                                     |
| Resolució 1230 | 26 de febrer de 1999   | 15–0–0                                                               | Estén el mandat de la Missió de les Nacions Unides a la República Centreafricana                                                   |
| Resolució 1231 | 11 de març de 1999     | 15–0–0                                                               | Estén el mandat de Missió d'Observació de les Nacions Unides a Sierra Leone                                                        |
| Resolució 1232 | 30 de març de 1999     | 15–0–0                                                               | Estén el mandat de Missió de Nacions Unides pel Referèndum al Sàhara Occidental                                                    |
| Resolució 1233 | 6 d'abril de 1999      | 15–0–0                                                               | Estableix l'Oficina de les Nacions Unides pel Suport a la Consolidació de la Pau a Guinea Bissau; implementació de l'Acord d'Abuja |
| Resolució 1234 | 9 d'abril de 1999      | 15–0–0                                                               | Guerra a la República Democràtica del Congo                                                                                        |
| Resolució 1235 | 30 d'abril de 1999     | 15–0–0                                                               | Estén el mandat de Missió de Nacions Unides pel Referèndum al Sàhara Occidental                                                    |
| Resolució 1236 | 7 de maig de 1999      | 15–0–0                                                               | Benvinguda a l'acord entre Portugal i Indonèsia sobre el futur de Timor Oriental                                                   |
| Resolució 1237 | 7 de maig de 1999      | 15–0–0                                                               | Estableix una investigació de les violacions de sancions contra UNITA a Angola                                                     |
| Resolució 1238 | 14 de maig de 1999     | 15–0–0                                                               | Estén el mandat de Missió de Nacions Unides pel Referèndum al Sàhara Occidental                                                    |
| Resolució 1239 | 14 de maig de 1999     | 13–0–2 (abstencions: Xina, Rússia)                                   | Crida per l'accés per les Nacions Unides i el personal humanitari a les persones desplaçades a Kosovo i Montenegro                 |
| Resolució 1240 | 15 de maig de 1999     | 15–0–0                                                               | Estén el mandat de Missió d'Observadors de les Nacions Unides a Tadjikistan                                                        |
| Resolució 1241 | 19 de maig de 1999     | 15–0–0                                                               | Completament de casos al Tribunal Penal Internacional per a Ruanda per jutges el termini d'ofici dels quals era proper a expirar   |
| Resolució 1242 | 21 de maig de 1999     | 15–0–0                                                               | Estén el Programa Oli per Aliments iraquià                                                                                         |
| Resolució 1243 | 27 de maig de 1999     | 15–0–0                                                               | Estén el mandat de Força de les Nacions Unides d'Observació de la Separació                                                        |
| Resolució 1244 | 10 de juny de 1999     | 14–0–1 (abstenció: Xina)                                             | Estableix Missió d'Administració Provisional de les Nacions Unides a Kosovo                                                        |
| Resolució 1245 | 11 de juny de 1999     | 15–0–0                                                               | Estén el mandat de la Missió d'Observació de les Nacions Unides a Sierra Leone                                                     |
| Resolució 1246 | 11 de juny de 1999     | 15–0–0                                                               | Estableix la Missió de les Nacions Unides a Timor Oriental                                                                         |
| Resolució 1247 | 18 de juny de 1999     | 15–0–0                                                               | Estén el mandat de Missió de les Nacions Unides a Bòsnia i Hercegovina i la Força d'Estabilització                                 |
| Resolució 1248 | 25 de juny de 1999     | Aprovada sense votació                                               | Admissió de Kiribati a les Nacions Unides                                                                                          |
| Resolució 1249 | 25 de juny de 1999     | 14–0–1 (abstenció: Xina)                                             | Admissió de Nauru a les Nacions Unides                                                                                             |
| Resolució 1250 | 29 de juny de 1999     | 15–0–0                                                               | Negociacions per un acord en el conflicte de Xipre pel Secretari General                                                           |
| Resolució 1251 | 29 de juny de 1999     | 15–0–0                                                               | Estén el mandat de Força de les Nacions Unides pel Manteniment de la Pau a Xipre                                                   |
| Resolució 1252 | 15 de juliol de 1999   | 15–0–0                                                               | Estén el mandat de la Missió d'Observadors de les Nacions Unides a Prevlaka                                                        |
| Resolució 1253 | 28 de juliol de 1999   | Aprovada sense votació                                               | Admissió de Tonga a les Nacions Unides                                                                                             |
| Resolució 1254 | 30 de juliol de 1999   | 15–0–0                                                               | Estén el mandat de la UNIFIL |
| Resolució 1255 | 30 de juliol de 1999   | 15–0–0                                                               | Estén el mandat de la Missió d'Observació de les Nacions Unides a Geòrgia; situació a Abkhàzia                                     |
| Resolució 1256 | 3 d'agost de 1999      | 15–0–0                                                               | Nomena Wolfgang Petritsch com Alt Representant per Bòsnia i Hercegovina                                                            |
| Resolució 1257 | 3 d'agost de 1999      | 15–0–0                                                               | Estén el mandat de la Missió de les Nacions Unides a Timor Oriental                                                                |
| Resolució 1258 | 6 d'agost de 1999      | 15–0–0                                                               | Desplegament del personal d'enllaç militar a la República Democràtica del Congo                                                    |
| Resolució 1259 | 11 d'agost de 1999     | 15–0–0                                                               | Nomena Carla Del Ponte com a fiscal al Tribunal Penal Internacional per a l'antiga Iugoslàvia i Ruanda                             |
| Resolució 1260 | 20 d'agost de 1999     | 15–0–0                                                               | Reforça i expandeix la Missió d'Observació de les Nacions Unides a Sierra Leone                                                    |
| Resolució 1261 | 25 d'agost de 1999     | 15–0–0                                                               | Nens en conflictes armats |
| Resolució 1262 | 27 d'agost de 1999     | 15–0–0                                                               | Estén el mandat de la Missió de les Nacions Unides a Timor Oriental                                                                |
| Resolució 1263 | 13 de setembre de 1999 | 15–0–0                                                               | Estén el mandat de la Missió de Nacions Unides pel Referèndum al Sàhara Occidental                                                 |
| Resolució 1264 | 15 de setembre de 1999 | 15–0–0                                                               | Estableix Força Internacional per a Timor Oriental                                                                                 |
| Resolució 1265 | 17 de setembre de 1999 | 15–0–0                                                               | Protecció de civils en conflictes armats                                                                                           |
| Resolució 1266 | 4 d'octubre de 1999    | 15–0–0                                                               | Autoritza la importació de petroli iraquià o productes derivats del petroli per una suma addicional de 3.040 millions US$          |
| Resolució 1267 | 15 d'octubre de 1999   | 15–0–0                                                               | Sancions contra el Talibà, Al-Qaeda i Osama bin Laden                                                                              |
| Resolució 1268 | 15 d'octubre de 1999   | 15–0–0                                                               | Estableix l'Oficina de les Nacions Unides a Angola                                                                                 |
| Resolució 1269 | 19 d'octubre de 1999   | 15–0–0                                                               | Cooperació internacional contra el terrorisme                                                                                      |
| Resolució 1270 | 22 d'octubre de 1999   | 15–0–0                                                               | Estableix la Missió de les Nacions Unides a Sierra Leone                                                                           |
| Resolució 1271 | 22 d'octubre de 1999   | 15–0–0                                                               | Estén el mandat de Missió de les Nacions Unides a la República Centreafricana                                                      |
| Resolució 1272 | 25 d'octubre de 1999   | 15–0–0                                                               | Estableix l'Administració de Transició de les Nacions Unides a Timor Oriental                                                      |
| Resolució 1273 | 5 de novembre de 1999  | 15–0–0                                                               | Estén el mandat de personal d'enllaç militar a la República Democràtica del Congo                                                  |
| Resolució 1274 | 12 de novembre de 1999 | 15–0–0                                                               | Estén el mandat de Missió d'Observadors de les Nacions Unides a Tadjikistan                                                        |
| Resolució 1275 | 19 de novembre de 1999 | 15–0–0                                                               | Estén el Programa Oli per Aliments iraquià                                                                                         |
| Resolució 1276 | 24 de novembre de 1999 | 15–0–0                                                               | Estén el mandat de la Força de les Nacions Unides d'Observació de la Separació                                                     |
| Resolució 1277 | 30 de novembre de 1999 | 14–0–1 (abstenció: Rússia)                                           | Estén el mandat de la Missó de la Policia Civil de les Nacions Unides a Haití; transició                                           |
| Resolució 1278 | 30 de novembre de 1999 | Aprovada sense votació                                               | Vacant i eleccions a la Cort Internacional de Justícia                                                                             |
| Resolució 1279 | 30 de novembre de 1999 | 15–0–0                                                               | Estableix la Missió de les Nacions Unides a la República Democràtica del Congo                                                     |
| Resolució 1280 | 3 de desembre de 1999  | 11–0–3 (abstencions: Xina, Malàisia, Rússia; França no hi participa) | Estén el Programa Oli per Aliments iraquià                                                                                         |
| Resolució 1281 | 10 de desembre de 1999 | 15–0–0                                                               | Estén el Programa Oli per Aliments iraquià                                                                                         |
| Resolució 1282 | 14 de desembre de 1999 | 14–0–1 (abstenció: Namíbia)                                          | Estén el mandat de Missió de Nacions Unides pel Referèndum al Sàhara Occidental                                                    |
| Resolució 1283 | 15 de desembre de 1999 | 15–0–0                                                               | Estén el mandat de Força de les Nacions Unides pel Manteniment de la Pau a Xipre                                                   |
| Resolució 1284 | 17 de desembre de 1999 | 11–0–4 (abstencions: Xina, França, Malàisia, Rússia)                 | Estableix Comissió de Control, de Verificació i d'Inspecció de les Nacions Unides                                                  |
| Resolució 1285 | 13 de gener de 2000    | 15–0–0                                                               | Estén el mandat de la Missió d'Observadors de les Nacions Unides a Prevlaka                                                        |
| Resolució 1286 | 19 de gener de 2000    | 15–0–0                                                               | Guerra Civil de Burundi |
| Resolució 1287 | 31 de gener de 2000    | 15–0–0                                                               | Estén el mandat de la Missió d'Observació de les Nacions Unides a Geòrgia                                                          |
| Resolució 1288 | 31 de gener de 2000    | 15–0–0                                                               | Estén el mandat de la UNIFIL |
| Resolució 1289 | 7 de febrer de 2000    | 15–0–0                                                               | Estén i expandeix el mandat de la Missió de les Nacions Unides a Sierra Leone                                                      |
| Resolució 1290 | 17 de febrer de 2000   | 14–0–1 (abstenció: Xina)                                             | Admissió de Tuvalu a les Nacions Unides                                                                                            |
| Resolució 1291 | 24 de febrer de 2000   | 15–0–0                                                               | Estén i expandeix el mandat de la Missió de les Nacions Unides a la República Democràtica del Congo                                |
| Resolució 1292 | 29 de febrer de 2000   | 15–0–0                                                               | Estén el mandat de la Missió de Nacions Unides pel Referèndum al Sàhara Occidental                                                 |
| Resolució 1293 | 31 de març de 2000     | 15–0–0                                                               | Quantitat de dinars que l'Iraq pot gastar en recanvis de petroli i equipament                                                      |
| Resolució 1294 | 13 d'abril de 2000     | 15–0–0                                                               | Estén el mandat de la Oficina de les Nacions Unides a Angola                                                                       |
| Resolució 1295 | 18 d'abril de 2000     | 15–0–0                                                               | Reafirmant la resolució 864 i totes les posteriors resolucions sobre Angola                                                        |
| Resolució 1296 | 19 d'abril de 2000     | 15–0–0                                                               | Protecció de civils en conflictes armats                                                                                           |
| Resolució 1297 | 12 de maig de 2000     | 15–0–0                                                               | Demanda la fi del conflicte entre Eritrea i Etiòpia                                                                                |
| Resolució 1298 | 17 de maig de 2000     | 15–0–0                                                               | Imposa embargament d'armes a Eritrea i Etiòpia                                                                                     |
| Resolució 1299 | 19 de maig de 2000     | 15–0–0                                                               | Expandeix el compoment militar a la Missió de les Nacions Unides a Sierra Leone                                                    |
| Resolució 1300 | 31 de maig de 2000     | 15–0–0                                                               | Estén el mandat de la Força de les Nacions Unides d'Observació de la Separació                                                     |